# عائد الاستثمار التسويقي
عائد الاستثمار التسويقي هو المساهمة في الربح المنسوب إلى التسويق (شبكة الإنفاق التسويقي)، مقسومة على التسويق «المُستثمَر» أو موضع الخطر. لا تشبه مقاييس أداء عائد الاستثمار التسويقي مقاييس عائدات الاستثمار الأخرى لأن التسويق يُعتبر نوعًا مختلفًا من أنواع الاستثمار. بدلًا من المال «المقيد» في المصانع والمخزون (التي غالبًا ما تُعتبر نفقات رأسمالية)، عادة ما تكون الأموال المخصصة للتسويق عرضة للخطر. عادة ما يتم الإنفاق على التسويق في الفترة الحالية (المصروفات الجارية).
فكرة قياس ردود السوق بخصوص المبيعات والأرباح ليست جديدة، لكن تُستخدم مصطلحات عائد الاستثمار التسويقي وعائدات الاستثمار الآن أكثر من الفترات السابقة. يُعتبر الإنفاق التسويقي عادة مبررًا في حال كانت عائدات الاستثمار التسويقي إيجابية. في تقرير شمل نحو 200 من كبار مديري التسويق، أجاب نصفهم تقريبًا أنهم وجدوا أن مقياس عائد الاستثمار التسويقي مفيد جدًا.
يُعتبر قياس درجة مساهمة الإنفاق على التسويق في الأرباح هدف عائد الاستثمار التسويقي. يخضع المسوقون لضغوط متزايدة «لإظهار أثر» نشاطاتهم.

## التاريخ
ظهر مصطلح عائد الاستثمار التسويقي أول مرة في تسعينيات القرن الماضي. أصبحت عبارة «عائد الاستثمار التسويقي» أكثر انتشارًا في العقد التالي لنشر كتابي عائد الاستثمار التسويقي (بالإنجليزية: Return On Marketing Investement) لمؤلفه غاي باويل (2002)، وعائد الاستثمار على التسويق (بالإنجليزية: Marketing ROI) لمؤلفه جيمس لينسكود (2003). في كتاب «ما المهم: سبب فشل الإعلان، وكيف تضمن نجاح إعلانك»، يقترح ريكس بريغز مصطلح عائد الهدف التسويقي، ليعكس فكرة أنه من الممكن أن يكون للحملات التسويقية مجموعة من الأهداف، إذ لا يكون العائد هو البيع أو الربح المباشرين. على سبيل المثال، قد تهدف الحملة التسويقية لتغيير إدراك العملاء للعلامة التجارية.

## المنهجيات
يوجد شكلان لمقاييس عائد الاستثمار التسويقي.

### قصيرة الأمد
يُستخدم عائد الاستثمار التسويقي الأول قصير الأمد كمؤشر بسيط يقيس العائدات من الدولارات (أو الحصة السوقية، أو مدى التغطية، أو المخرجات الأخرى المرغوبة) لكل دولار أُنفق على التسويق.
على سبيل المثال، في حال أنفقت إحدى الشركات مبلغًا قدره 100000 دولار لإرسال طرد بريدي مباشر، وحقق ذلك مبلغًا وقدره 500000 دولار في الواردات التزايدية، يكون عامل عائد الاستثمار التسويقي هو 5.0. في حال بلغ مدى التغطية التزايدي لمبلغ 500000 دولار من العائدات 60%، يكون مدى عائد الاستثمار التسويقي (المدى المتزايد لمبلغ 100000 دولار من الإنفاق التسويقي) هو 300000 (= 500000 $× 60%). سيُطرح مبلغ قدره 100000 دولار يُنفق على الإعلان بالبريد المباشر منه، وسيُقسم الفرق على مبلغ 100000 دولار نفسه. يُترجم كل دولار يُنفق في إعلان البريد المباشر إلى 2 دولار إضافية في الربح الإجمالي للشركة.
تكمن قيمة عائد الاستثمار التسويقي الأول في بساطته. من الممكن أن يكون التحديد البسيط للعائد مقابل كل دولار أُنفق على كل نشاط تسويقي كافيًا لمساعدة على اتخاذ قرارات مهمة لتحسين المزيج التسويقي ككل.
يُعتبر تطبيق تقنيات نمذجة المزيج التسويقي لفصل تأثيرات المبيعات المتزايدة على الاستثمار التسويقي أشيع المناهج قصيرة الأمد لقياس عائد الاستثمار التسويقي.